# Macrocentrus rubromaculatus
Macrocentrus rubromaculatus är en stekelart som först beskrevs av Cameron 1901.  Macrocentrus rubromaculatus ingår i släktet Macrocentrus och familjen bracksteklar. Inga underarter finns listade i Catalogue of Life.